# Dechargemöte
Ett dechargemöte är ett sammanträde i en förening eller organisation och som beslutar om funktionärer ska få ansvarsfrihet, utifrån revisionsberättelse. Vissa organisationer håller ett särskilt dechargemöte under verksamhetsåret, men i andra fall kan årsmötet fatta motsvarande beslut.